# کرواسی در المپیک تابستانی ۲۰۲۴
کاروان المپیکی کرواسی، یکی از کاروان‌های شرکت‌کننده در بازی‌های المپیک تابستانی ۲۰۲۴ بود. این دوره از بازی‌ها از ۲۶ ژوئیه تا ۱۱ اوت ۲۰۲۴ (۵ تا ۲۱ امرداد ۱۴۰۳ خورشیدی) به میزبانی پاریس، پایتخت فرانسه برگزار شد. این حضور، نهمین حضور کاروان مستقل کرواسی در ادوار بازی‌های المپیک تابستانی بود.
کاروان ورزشی کرواسی، متشکل از ۱۵۷ نفر بود که ۷۳ تن از آن‌ها را ورزشکاران این کاروان تشکیل می‌دادند. ۵۸ ورزشکار مرد و ۱۵ ورزشکار زن، اعضای این کاروان بودند.

## مدال‌آوران
| مدال | ورزشکار | ورزش        | رویداد                 | تاریخ    |
| ---- | --- | ----------- | ---------------------- | -------- |
| طلا  | باربارا ماتیچ | جودو        | ۷۰ کیلوگرم زنان        | ۳۱ ژوئیه |
| طلا  | والنت سینکوویچ مارتین سینکوویچ | روئینگ      | کوکسلس دونفره مردان    | ۲ اوت    |
| نقره | دونا وکیچ | تنیس        | انفرادی زنان           | ۳ اوت    |
| نقره | تیم ملی واترپلو مردان کرواسی - مارکو بیاچ - رینو بوریچ - لورن فاتویچ - لوکا لونچار - مارو یوکوویچ - لوکا بوکیچ - آنته ووکیچکویچ - مارکو زوولا - جرکو مارینیچ کراگیچ - جوزیپ ورلیچ - ماتیاس بیلجاک - کنستانتین خارکف - تونی پوپادیچ | واترپلو     | رقابت مردان            | ۱۱ اوت   |
| برنز | میران ماریچیچ | تیراندازی   | تفنگ بادی ۱۰ متر مردان | ۹ ژوئیه  |
| برنز | ساندرا پرکوویچ | دو و میدانی | پرتاب دیسک زنان        | ۵ اوت    |
| برنز | لنا استویکوویچ | تکواندو     | ۴۹ کیلوگرم زنان        | ۷ اوت    |

## شرکت‌کنندگان
ورزشکاران این کاروان در ورزش‌های زیر  به رقابت پرداختند.
| ورزش             | مردان | زنان | کل |
| ---------------- | ----- | ---- | -- |
| دو و میدانی      | ۴     | ۵    | ۹  |
| بوکس             | ۱     | ۰    | ۱  |
| قایقرانی         | ۱     | ۱    | ۲  |
| دوچرخه‌سواری      | ۱     | ۰    | ۱  |
| ژیمناستیک        | ۲     | ۰    | ۲  |
| هندبال           | ۱۴    | ۰    | ۱۴ |
| جودو             | ۱     | ۲    | ۳  |
| روئینگ           | ۵     | ۰    | ۵  |
| قایقرانی بادبانی | ۴     | ۲    | ۶  |
| تیراندازی        | ۳     | ۰    | ۳  |
| شنا              | ۲     | ۱    | ۳  |
| تنیس روی میز     | ۳     | ۱    | ۴  |
| تکواندو          | ۲     | ۱    | ۳  |
| تنیس             | ۲     | ۲    | ۴  |
| واترپلو          | ۱۳    | ۰    | ۱۳ |
| کل               | ۵۸    | ۱۵   | ۷۳ |